# Паско Ничов
Паско Атанасов Ничов е български революционер, деец на Вътрешната македоно-одринска революционна организация.

## Биография
Паско Ничов е роден в леринското село Търсие, тогава в Османската империя, днес в Гърция. Дядо му Ничо Иванов е близък съратник на Герасим Калугера. Паско Ничов се присъединява към ВМОРО преди 1902 година и изпълнява куриерски задачи. След 1912 година е арестуван от гръцките власти и е заточен на остров Итака. По-късно е мобилизиран в гръцката армия, но бяга от нея и през 1914 година се установява в Торонто, Канада, с жена си Софа Атанасова от Горно Дреновени и петте си деца. Там членува в македоно-българската църковна община, в Търсиянското селско дружество и в МПО „Правда“.